# Scharfenberg (Brilon)

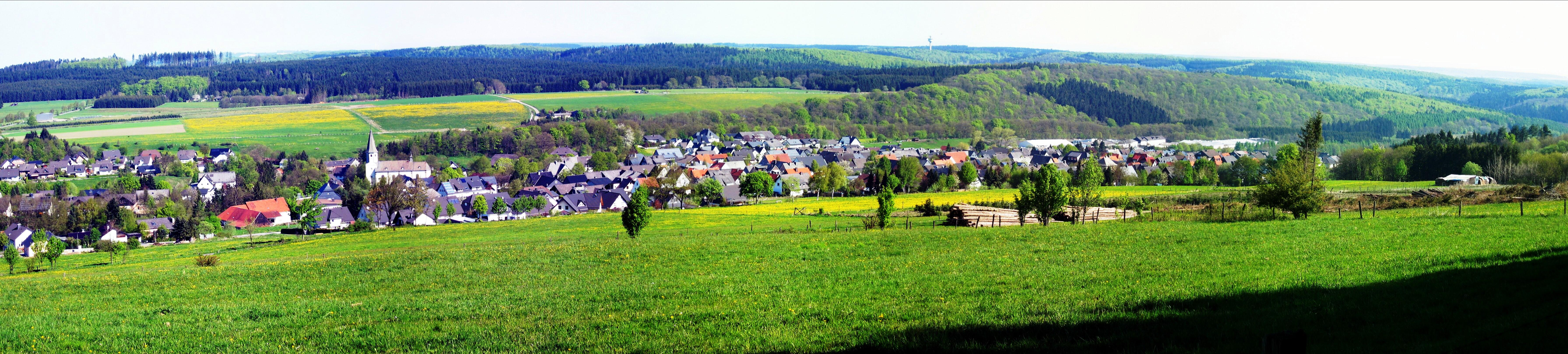
Panorama Ansicht auf Scharfenberg

Scharfenberg (niederdeutsch Scharpmerg) ist ein Ortsteil der Stadt Brilon im Hochsauerlandkreis, Nordrhein-Westfalen (Deutschland). Das bis Ende 1974 selbstständige Dorf hatte zum 31. Dezember 2022 1375 Einwohner. Damit ist Scharfenberg der drittgrößte Ortsteil der Stadt Brilon nach Alme (1711) und Altenbüren (1391).

## Geographie
Scharfenberg liegt etwa vier Kilometer nordwestlich der Kernstadt an den Bächen Kloßsiepen und Höbecke, die sich nordöstlich des Dorfes zur Bermecke vereinigen, die wiederum nach rund einem Kilometer in die Möhne mündet. Südwestlich der Ortschaft entspringt die Musenbecke, ein Nebenfluss der Glenne. Die Talsohle der genannten Bäche hat in der Ortslage eine Höhenlage von 413 m ü. NN bis 453 m ü. NN.
Die südlich und östlich der Ortschaft gelegenen Berge Sonder (552,5 m ü. NN), Riestental (516,3 m ü. NN) und Schälhorn (493 m ü. NN) grenzen die Ortslage von der Briloner Hochfläche ab. Nordwestlich des Dorfes erstreckt sich ein weitläufiger Wald, der zum östlichen Arnsberger Wald gehört. Höchste Erhebung ist hier der Biberberg (484 m ü. NN).

## Geschichte

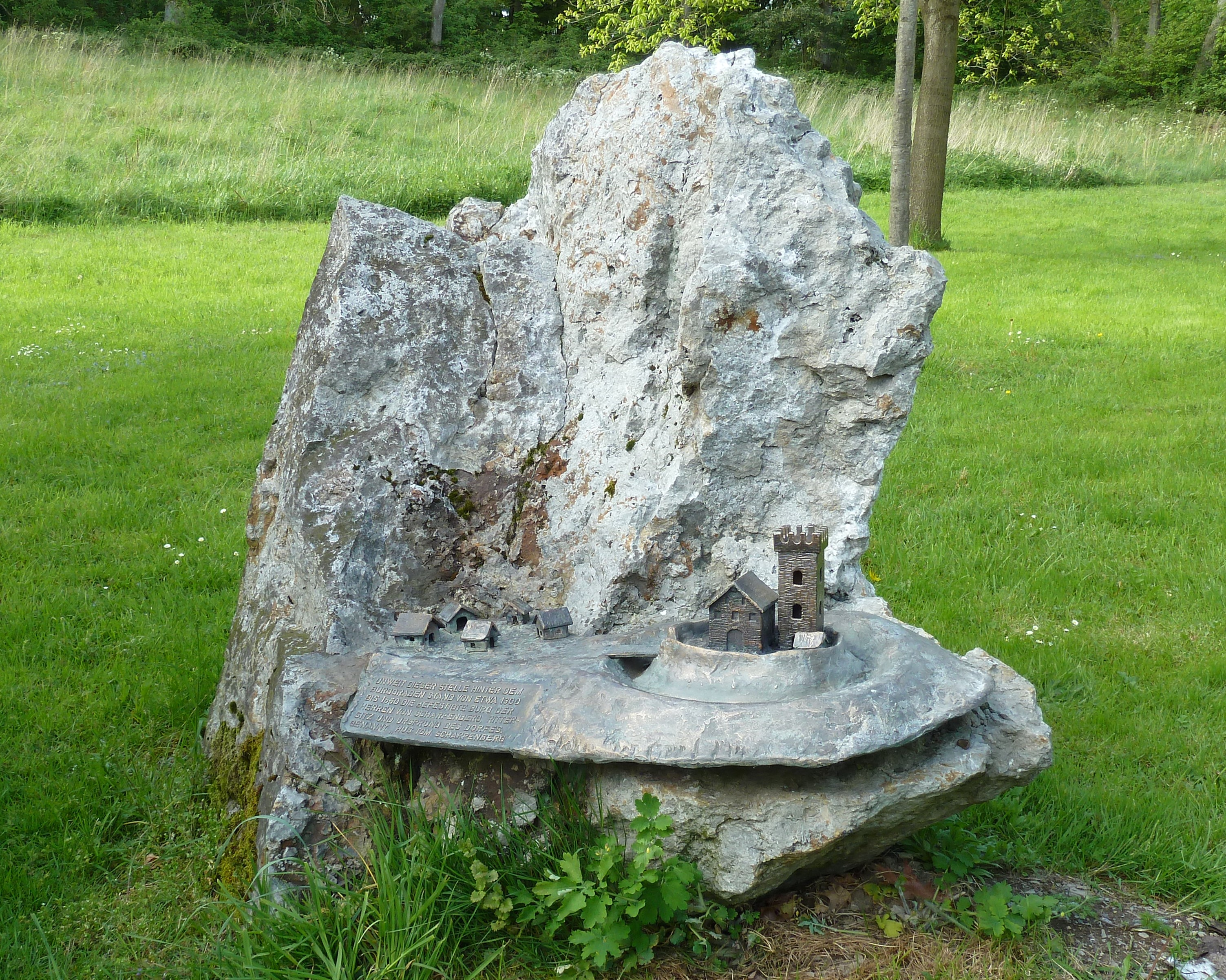
Gedenkstein für die abgegangene Burg Scharfenberg

- 1306 Scharfenberg wurde das erste Mal urkundlich erwähnt.
- 1307 wurde die Burg Scharpenberg erstmals erwähnt. Sie stand im Grenzgebiet der Territorien der Fürstbischöfe von Köln und der Grafen zu Waldeck und wurde bei den ständigen Gebietsstreitigkeiten an der Grenze immer wieder zerstört, so 1359, 1474 und 1695.
- Am 8. November 1517 belehnte der Erzbischof von Köln, Morian von der Recke mit dem Schloss Scharfenberg als Stiftslehen.[3]
- 1847 vernichtete ein Brand das komplette Dorf, lediglich 7 Häuser überstanden das Feuer. 73 Wohnhäuser mit 11 Anbauten, 13 Ställe und 6 Schmieden, sowie Mühlen brannten ab. Die 1746 vollendete Kirche brannte bis auf die Grundmauern ab. Drei Menschen starben in den Flammen. Auf Grund der Polizeiverordnung für die Provinz Westfalen war die von den Bewohnern verlangte Neuanlage des Ortes nur nach einem von der Königlichen Hochlöblichen Regierung genehmigten Bauplanes möglich. Den Plan erstellte der Briloner Wegebaumeister Plate und setzte diesen auch gegen den Widerstand der Bevölkerung durch.[4]
- 1853 ersteigerte die Gemeinde das Gut, da die 67 Eigentümer aufgrund des Feuers nicht in der Lage waren, ihre Schulden zurückzuzahlen.
- 1911 kaufte die Gemeinde weitere 800 Morgen Wald. Sie wurde damit eine der reichsten Gemeinden der Umgebung, nachdem sie noch 80 Jahre zuvor eine der ärmsten war.

Am 2. April 1945 erreichte eine Einheit bestehend aus 150 Wehrmachtssoldaten und 150 bewaffneten Männern vom Reichsarbeitsdienst, unter Befehl eines 23-jährigen einarmigen Leutnants, Scharfenberg. Dabei befand sich auch ein Vertreter der NSDAP Gauleitung. Dieser rief in Scharfenberg sofort den Volkssturm auf. Diese 60–70 Männer des Volkssturms begannen mit dem Bau von Straßensperren Richtung Brilon und Rixen. Um 11:30 Uhr begann der Angriff der US-Truppen und unter Artillerie-Feuerschutz. Die Volkssturmmänner stellten den Bau der Straßensperren ein und flohen zu ihren Familien. Einige Bauern flohen nun mit Leiterwagen in den Wald. Als im Abwehrfeuer ein US-Panzerschütze fiel, kam es zu massiverem Beschuss des Dorfes. Die deutschen Kämpfer zogen sich nun in den Wald zurück. Im Dorfkampf waren zwei deutsche Soldaten gefallen. Die Gefallenen wurden auf dem Dorffriedhof begraben und später auf den Soldatenfriedhof Böddecken bei Wewelsburg umgebettet. Mehrere Gebäude wurden beschädigt. Am 9. April zogen die US-Truppen weiter. In den folgenden Wochen kam es zu Überfällen und Plünderungen von Einzelgehöften und dem Scharfenberger Bahnhof durch ehemalige Gefangene.
Im Zweiten Weltkrieg fielen 51 Scharfenberger als Soldaten, davon die meisten an der Ostfront, oder starben in der Gefangenschaft.
Am 1. Januar 1975 wurde Scharfenberg im Rahmen der kommunalen Gebietsreform nach Brilon eingemeindet.

## Politik

### Wappen
| Wappen der ehemaligen Gemeinde Scharfenberg | Blasonierung: In Silber eine eingebogene aufsteigende geschweifte schwarze Spitze mit goldenem Rost belegt. Beschreibung: Der Wappenschild mit der aufsteigenden schwarzen Spitze ist dem Wappen des Adelsgeschlecht der Weichs entnommen, denen der Ort lange Zeit gehörte. Der aufgelegte Rost ist das Symbol des Heiligen Laurentius, des Patrons der Kirche. |

## Sehenswürdigkeiten
- Die in den Jahren 1745–1750 nach Plänen von Franz Christoph Nagel im Barockstil erbaute St. Laurentiuskirche mit dem barocken Turmhelm wurde nach dem Brand von 1847 nicht stilgerecht wiederaufgebaut. Zu der Rokokoausstattung gehören eine Kanzel, Eichenholz-Kirchenbänke, Marienaltar, Hochaltar und die Orgel von 1754 und das vom 15. Jahrhundert datierte so genannte Astkreuz, dessen Art nur im rheinisch-westfälischen Raum zu finden ist.
- Sehenswert ist das Herrenhaus von Freiherr Joseph Maria von Weichs in der Nähe der Kirche.

## Wirtschaft
In Scharfenberg sind ein Kunststoffbetrieb, ein Textilgroßhandel sowie Handwerksbetriebe des Bau- und Ausbaugewerbes ansässig.
In der Vergangenheit war Scharfenberg bekannt für seine Besenbinderei.

## Scharfenberger

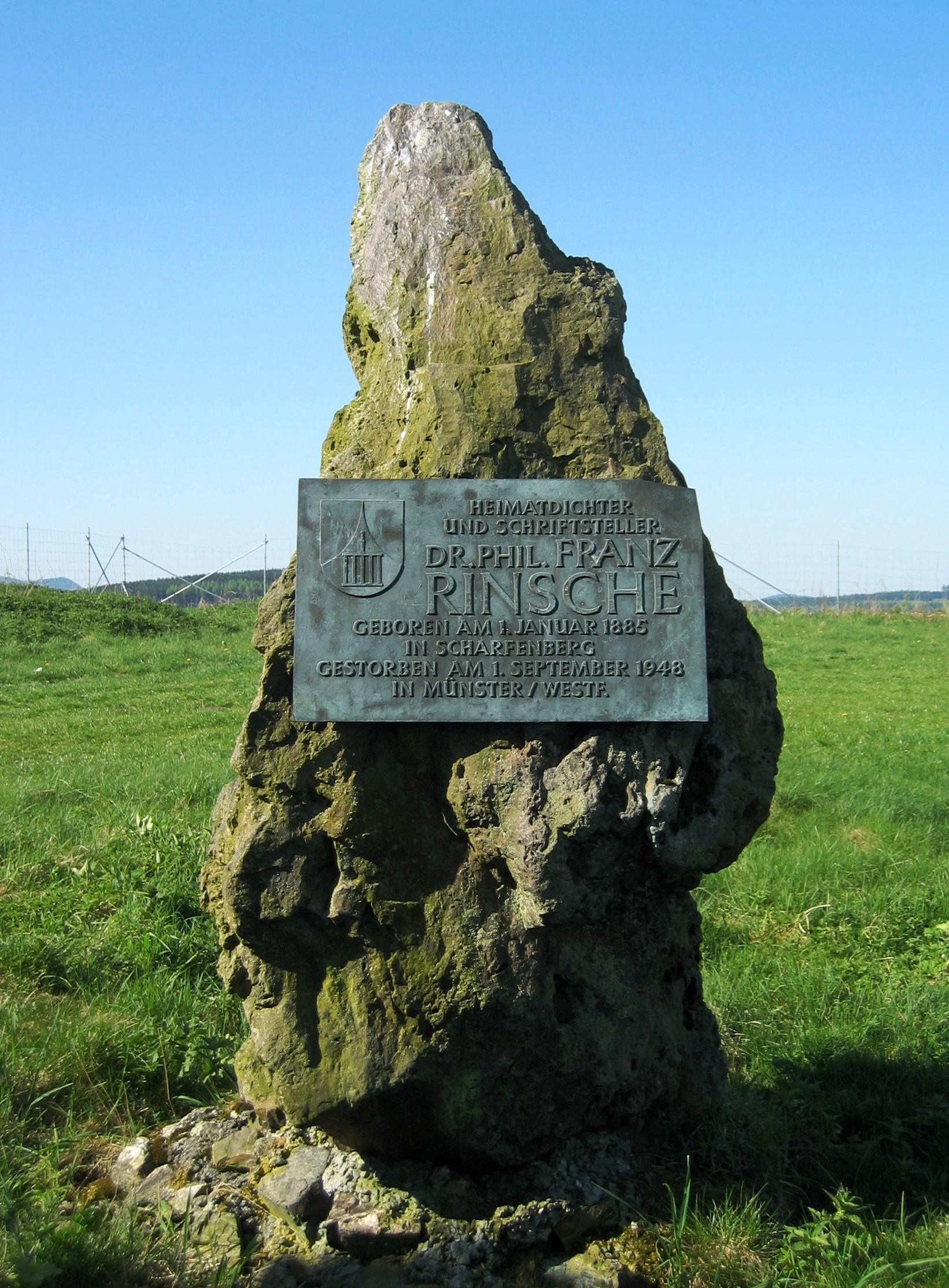
Gedenkstein für den 1885 in Scharfenberg geborenen Heimatdichter Franz Rinsche

- Franz Rinsche (1885–1948), westfälischer Heimat- und Mundartdichter
- Hugo Kraas (1911–1980), SS-Brigadeführer und Generalmajor der Waffen-SS, wuchs in Scharfenberg auf